# バックフリップ
バックフリップ（Back FlipまたはBackflip）は、プロレス技の一種である。
英語で「後方宙返り」を意味する一般名詞であり、体操やフィギュアスケート、BMXなどあらゆるスポーツで技名として知られているが、ここではプロレス技についてのみ解説する。

## 概要
プロレス技としては比較的古い部類に入る投げ技の一種で、かつてはフィニッシュ・ホールドとして使用されていた。サモア出身レスラーのワイルド・サモアンズ（アファ・アノアイ&シカ・アノアイ）やピーター・メイビアが得意技としていたことから、サモアン・ドロップまたはサモアン・スープレックスとも呼ばれ、後続のサモア系レスラー（サムゥ、ヨコズナ、リキシ、ウマガ、ロージー、アファ・ジュニア、ウーソズ、ロマン・レインズなど）も彼らにあやかって使用するようになった。
しばしば、「ブロック・バスター」と呼ばれることもあるが、ブロック・バスターは相手を正面から持ち上げて後方へと反り投げる技であり、相手と自身の体が「T」の字になるような体勢から後方へと投げる点は共通しているが技の掛け方は、まったく異なる別のプロレス技である。

## かけ方
ファイヤーマンズキャリーの体勢から後方へ体重を浴びせながら倒れ込み、相手を背面からマットへ叩き付ける。相手の背中を叩きつけたあとブリッジを効かせて相手を押さえ込み、フォールを奪うホールド式がある。
応用技として相手をコーナー最上段に座らせて自身もセカンドロープに登って仕掛ける雪崩式、走ってきた相手に仕掛けるカウンター式、相手をエアプレーン・スピンで旋回させてから仕掛ける連携技がある。

## 主な使用者
- ワイルド・サモアンズ（サモアン・ドロップまたはサモアン・スープレックスの名称で使用）
- ピーター・メイビア（同上）
- アノアイ・ファミリー（同上）
- アブドーラ・ザ・ブッチャー（日本では山嵐と呼ばれ、山嵐式バックドロップとも呼称される。相手を抱え式バックドロップの要領で持ち上げ、両肩に担ぎ上げて後方へと倒れ込み、落下させた相手の後頭部や背中を叩きつける。フィニッシュ・ホールドの毒針エルボー・ドロップへの繋ぎ技として使用。1979年10月の全日本プロレス「ジャイアント・シリーズ」にブッチャーと共に参戦していたクラッシャー・ブラックウェルから直接伝授された[7]）
- ハクソー・ヒギンズ（フィニッシュ・ホールドとして使用していた数少ないレスラー。相手をファイヤーマンズキャリーの要領で両肩に担ぎ上げながら、素早くジャンプして後方へと倒れ込むという怪力を売りにしており、1985年3月1日に新日本プロレスの後楽園ホール大会で行われたアントニオ猪木とのシングルマッチで、猪木をKO寸前に追い込んでいる）
- マイク・ロトンド（エアプレーン・スピンとの連携技で使用。WCW時代にマイケル・ウォールストリートとして活動していた時期は、証券アナリストのギミックに合わせてストックマーケット・クラッシュの名称で使用していた）
- タタンカ（エンド・オブ・ザ・トレイルの名称で使用。インディアン・デス・ドロップとも呼ばれる）
- ビッグ・ダディ（ゲットー・ドロップの名称で使用）
- ニック・オールディス（相手をファイヤーマンズキャリーの要領で両肩に担ぎ上げて体を左方向へと180度捻りつつ後方へと倒れ込み、落下させた相手の背中を叩きつけるのをトルメンタムの名称で使用）
- アニマル浜口（エアプレーン・スピンとの連携技で使用）
- アブドーラ小林（ブッチャーのファイトスタイルを継承している小林も山嵐の使い手であり、フィニッシュ・ホールドのバカチンガー・エルボーへの繋ぎ技として使用）
- マッド・ポーリー（ポーリー・バスターの名称で使用）
- 曙（ジャパニーズ・ドロップの名称で使用）
- 太田一平（エアプレーン・スピンとの連携技で使用）
- KING（モチーフとしている漫画『キン肉マン』に登場するプリンス・カメハメも得意技としていたことから、カメハメ・バスターの名称で使用）
- 入江茂弘（相手をファイヤーマンズキャリーの要領で両肩に担ぎ上げて体を後方へと倒す際にマットを蹴って自身の両足を天井の方に振り上げ、自身の体が上下逆さまになったあとも相手の体から腕を離すことなく落下して自身の全体重を乗せた状態で相手の背中を叩きつけるのを自分が垂直落下式バックフリップの名称で使用）
- ビッグR清水（相手をボディ・スラムの要領で持ち上げ、相手の体を自身の胸の前で水平にして両肩に担ぎ上げて後方へと倒れ込み、落下させた相手の背中を叩きつける）
- 大森ゆかり（雪崩式を使用）
- 星輝ありさ（向かい合った相手の右腕を左手で左腕を右手で掴み、相手の両腕を交差させて相手の腕を掴んだまま自身の体だけを右方向へと180度捻って相手に背中を向けて自身の左肩に担ぐ格好になっていた相手の両腕の上に左腕を回し、相手の腕をまとめて抱えて自由になった右手で相手の右腿を内側から掴み、相手をファイヤーマンズキャリーの要領で両肩に担ぎ上げて後方へと倒れ込み、相手の背中を叩きつけてブリッジを崩さすにフォールを奪うのをシャイニング・ブリッジの名称で使用）

## 関連技
サモアン・ファイブ・アウト
ワイルド・サモアン・ドロップとも呼ばれる。相手を正面から頭上へ放り投げて、相手をバックフリップの要領で肩の上へ乗せ、そのまま後方へ倒れ込み相手を背面から叩き付ける。
アングル・スラム
カート・アングルのオリジナル技。相手をファイヤーマンズキャリーに捕らえ、そのまま後方へ倒れこみながら、相手の体を自分の片肩を支点に半回転させつつ後方に投げ落とし、背中・肩口・頭部辺りからマットへ叩きつける。
デスバレーボム
三田英津子のオリジナル技。バックフリップの要領で相手を両肩の上で横向きに抱えた状態で、自らの体を横向きに倒しながら、相手を後頭部からマットへ叩きつける。
ファイヤーマンズキャリー・スロー
自分の両肩の上に、相手をうつ伏せで横向きに乗せ、マットに投げ捨てる。